# Ha-103
Ha-103 — підводний човен Імперського флоту Японії, який брав участь у Другій світовій війні.
Корабель належав до транспортного типу Ha-101, виникнення якого було пов'язане зі складною логістичною ситуацією та необхідністю постачання численних заблокованих гарнізонів.
16 квітня 1945-го човен вийшов з Куре у свій перший транспортний рейс до острова Мінаміторісіма (Маркус), де не лише розвантажився, але й прийняв на борт пілотів. 22 квітня На-103 повернувся до Куре.
З 29 квітня по 20 травня човен виходив у район південніше Хонсю для виконання нетипової функції радарного патруля.
У вересні 1945-го з капітуляцією Японії корабель потрапив під контроль союзників. У листопаді На-103 дістав наказ перейти до Сасебо (західне узбережжя Кюсю), а 1 квітня 1946-го човен затопили у Східнокитайському морі.